# Contea di Essex (New Jersey)
La contea di Essex, in inglese Essex County, è una contea del nord-est del New Jersey negli Stati Uniti. Il capoluogo è Newark. Fa parte dell'area metropolitana di New York.

## Geografia
La contea confina a nord-est con la contea di Passaic, ad est con le contee di Bergen e Hudson, a sud con la contea di Union e a ovest e nord-ovest con quella di Morris. A sud-est è bagnata dalla baia di Newark.
Il territorio è prevalentemente pianeggiante fatta eccezione per l'area occidentale interessata dai rilievi delle Watchung Mountains che raggiungono la massima elevazione di 201 metri. Oltre le Watchung Mountains si estende la valle del fiume Passaic che segna il confine occidentale con la contea di Morris. Ad est il Passaic segna il confine con la contea di Hudson prima di sfociare nella baia di Newark.
La contea è densamente popolata, con una densità di popolazione che nel New Jersey è seconda alla sola contea di Hudson.
Il capoluogo di contea è Newark, la città più grande dello Stato. Newark è situata sulla baia di Newark ed ha un aeroporto intercontinentale.

## Storia
I coloni inglesi compratono i territori dai Lenape nel 1666. La contea di Essex, una delle contee originarie del New Jersey, fu creata nel 1683 e deve il suo nome all'Essex in Inghilterra.

## Comuni
- Belleville - township
- Bloomfield - township
- Caldwell - borough
- Cedar Grove - township
- East Orange - city
- Essex Fells - borough
- Fairfield - township
- Glen Ridge - borough
- Irvington - township
- Livingston - township
- Maplewood - township
- Millburn - township
- Montclair - township
- Newark - city
- North Caldwell - borough
- Nutley - township
- Roseland - borough
- South Orange - township
- Verona - township
- West Caldwell - township
- West Orange - township